# Чиг
Чиг (рум. Cig) — село у повіті Сату-Маре в Румунії. Адміністративно підпорядковане місту Тешнад.
Село розташоване на відстані 435 км на північний захід від Бухареста, 34 км на південний захід від Сату-Маре, 110 км на північний захід від Клуж-Напоки.

## Населення
За даними перепису населення 2002 року у селі проживали 489 осіб.
Національний склад населення села:
| Національність | Кількість осіб | Відсоток |
| -------------- | -------------- | -------- |
| румуни         | 440            | 90,0%    |
| цигани         | 38             | 7,8%     |
| угорці         | 10             | 2,0%     |

Рідною мовою назвали:
| Мова      | Кількість осіб | Відсоток |
| --------- | -------------- | -------- |
| румунська | 461            | 94,3%    |
| угорська  | 28             | 5,7%     |